# 자기
자기(磁氣, 영어: Magnetism)는 자석이 주위 물체들에게 어떤 영향을 미치는 것을 말한다.
관습적으로 자기의 극에 북극(N극)과 남극(S극)이라는 이름을 붙인다. 이는 지구의 북극이 자석의 S극을 띄기 때문에, 나침반의 N극이 북극이 띄고있는 S극의 자기력에 의해 북극 쪽으로 돌아가는 데에서 유래한다.
반대로, 지구의 남극이 자석의 N극을 띄기 때문에, 나침반의 S극은 남극쪽으로 돌아가는 데에서 유래한다.
전자기학은 전기와 자기를 하나의 전자기력으로 통일하여 다룬다. 좀 더 정확히 말하면, 자기력은 전기력의 상대론적 효과로 볼 수 있다. 즉, 로런츠 변환에 의해 전기장이 왜곡돼 생기는 현상이라는 것이다. 중력의 경우에도 유사한 현상이 생기는데, 중력이 워낙 약한 나머지 중자기력(중력 자성)은 전기적 자기력과 달리 매우 약하다.
전자기학에서는 전기력과 자기력을 서로 대칭적으로 다루기 때문에, 모든 물질의 전기적 전하와 자기적 전하를 바꾸어도 힘이 동등하게 작용한다. 다만, 양전하와 음전하를 분리할 수 있는 전기와는 달리, 실험적 관측 결과에  따르면 자기 전하는 독립적으로 존재하지 않는다 (북극과 남극을 분리할 수 없다). 다시 말해, 아직 자기 홀극을 실험적으로 발견하지 못했다. 그러나 여러 물리 이론들(대통일이론 따위)은 자기 홀극의 존재를 예측한다. 만약 자기 홀극이 존재한다면, 폴 디랙의 계산에 따라, 전하의 양자화(즉 기본 전하의 존재)를 설명할 수 있다.

## 역사

### 고대와 중세
기원전 6세기 그리스에서, 기록에 따르면 탈레스가 최초로 호박을 헝겊 등에 문지르면 머리카락이나 먼지 등을 끌어당기는 정전기 유도 현상을 발견하였다. 또한 탈레스는 자철석이 철을 끌어당기고, 철이 붙을 때마다 같은 방향으로 정렬하며, 철을 자철석에 문지르게 되면 그 철도 비슷한 성질을 지니게 됨을 발견하였다. 기원전 4세기 (전국 시대) 중국의 귀곡자도 자철석이 철을 끌어당긴다는 사실을 기록하였다.
기원후 11세기에 이르러, 중국의 심괄은 저서 《몽계필담》에서 최초로 자철석을 사용한 나침반에 대하여 언급하였다. 이 때의 나침반은 숟가락 모양의 자철석을 실에 매단 형태였다. 12세기에 들어 나침반은 유럽에 전해졌다. 잉글랜드의 알렉산더 네컴은 1187년에 항해에 나침반을 사용하는 법에 대하여 유럽에서는 최초로 서술하였다.
자석의 성질에 대한 최초의 연구는 1269년 페트루스 페레그리누스(Petrus Peregrinus de Maricourt)가 실험을 통해 본격적으로 진행하였다. 그의 실험의 결론은 자석은 두 극이 있으며 한 자석이 두 쪽으로 나뉘어도 각 조각은 항상 두 극을 가지게 된다는 것이다. 그리고 그는 자석의 같은 극은 서로 밀어내며 다른 극은 서로 당기를 것을 알아내었다. 그러나 자석이 북쪽과 남쪽을 가리키는 현상을 지구의 자기장에 의한 것임을 생각하지 못했다. 페레그리누스 이후 약 300년 동안 자석에 대한 연구에는 큰 진전이 없었다.

### 근세

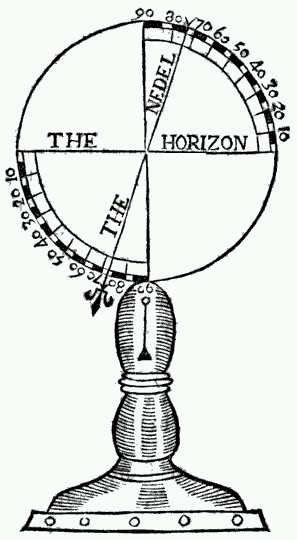
로버트 노먼의 저서 《새로운 인력》의 한 삽화. 나침반의 바늘(THE NEDEL)이 수평(THE HORIZON)에 대하여 가리키는 방향을 나타낸다.

1581년에 잉글랜드의 로버트 노먼(Robert Norman)은 저서 《새로운 인력》(The Newe Attractive)에서 나침반 바늘이 아래로 살짝 기울어지는 현상을 발견했다. 처음에 그는 나침반의 불균형을 그 이유로 생각했지만 반복적인 실험으로 단순 나침반의 불균형이 아니라 실제로 아래쪽으로 힘을 받음을 발견했다. 노먼은 생각하지 못했지만, 이 실험은 나침반 바늘을 움직이는 힘이 하늘에 의한 것이 아니라 지구에 의한 것임을 발견하는데 큰 역할을 하게 된다.
1600년에, 윌리엄 길버트는 《자석에 대하여》라는 제목으로 자기 현상을 연구한 책을 출판하였다. 이 책에서 길버트는 나침반이 지구의 자기적 성질에 의하여 작동한다고 주장하였고, 이는 자기 현상에 대한 첫 과학적 연구로 여겨진다.
그 뒤, 자기 현상에 대한 연구는 더욱 활발해져 더욱 구체적이고 정량적인 이론들이 나타나기 시작하였다. 이 시기에는 자기 현상이 어떤 가상의 자기 유체(magnetic fluids)로 인한 것이라는 가설이 유망하였으나, 19세기에 와서 자기장은 전류의 흐름에 의해서 생기게 된다는 앙드레마리 앙페르의 발견을 토대로 마이클 패러데이는 자기 유체의 존재를 부정하였고, 이후 이 가설은 곧 잊혀졌다.
패러데이의 자기와 전기현상에 대한 발견 이후, 스코틀랜드 과학자인 제임스 클러크 맥스웰은 이때까지 관측된 자기현상과 전기현상을 바탕으로 전자기학 이론을 도입하였다. 전자기학 이론은 물리학에서 위대한 이론 중의 하나로 평가되고 있는데, 왜냐하면 자기와 전기 현상에 대한 이론을 통합했으며 나아가 빛이 전기장과 자기장 진동의 형태로 진행한다는 성질을 설명하기 때문이다. 더욱이 전자기학 이론은 빛이 관성계에 관계없이 일정한 속도로 진행한다는 것을 설명했고, 이는 알베르트 아인슈타인의 특수 상대성 이론으로 이어진다.

## 자성의 종류
자성의 종류는 다음과 같다.
- 강자성: 외부 자기장이 없는 상태에서도 자화되는 물질의 자기적 성질을 말하는데, 보통 일상생활에서 볼 수 있는 자석의 같은 힘을 말한다.
- 반강자성
- 준강자성
- 상자성: 외부의 자기장이 있으면 자기적 성질을 가지지만, 외부의 자기장이 사라지면 자기적 성질이 사라진다.
- 초상자성
- 반자성: 자기장에 대한 물질의 약한 반발력
- 초반자성: 저온의 특정 물질에서 발생하는 현상으로 자기 투자율이 전무한 (즉 자기 투자율 = −1) 그리고 내부 자기장을 축출하는 특징을 지니는데, 초저온 자기부상의 원리가 된다.
- 메타자성
- 스핀 글라스
- 스핀 아이스

## 같이 보기
- 지구의 자기
- 전자기학
- 렌츠의 법칙
- 자석
- 자기장
- 자기 베어링
- 자기 모멘트
- 마이클 패러데이
- 제임스 클러크 맥스웰
- 센서
- 맥스웰 방정식